# Сан-Джованни-ин-Олео
Сан-Джованни-ин-Олео (итал. La Chiesa di San Giovanni in Oleo — буквально: Церковь Святого Иоанна в масле) — небольшой ораторий, иногда называемый капеллой, в Риме, расположенный в юго-восточной части города вблизи Порта-Латина (Латинских ворот) стены Аврелиана. Посвящён святому Иоанну Богослову, в месте, традиционно указанном как место его мученичества.

## История
Во время гонения на христиан в 92 году при императоре Домициане, как описано в «Золотой легенде», апостол Иоанн был отведён на суд в Рим. За исповедание своей пламенной веры в Иисуса Христа апостол был приговорён к смерти. Однако, выпив предложенную ему чашу со смертельным ядом, он остался живым. Также он вышел невредимым и из котла с кипящим маслом. После этого апостол был сослан в заточение на остров Патмос, где прожил ещё много лет.
В тексте «Золотой легенды» сказано: «Когда после Пятидесятницы апостолы разошлись, он [Иоанн Богослов] отправился в Азию, где основал множество церквей. Когда император Домициан узнал о его славе, он приказал ему прийти в Рим и бросить его в сосуд с кипящим маслом, непосредственно перед латинской дверью; но Иоанн вышел невредимым, так как остался чужд тлению плоти… Император, видя, что он и в этом случае не оставляет проповеди, отправил его в ссылку на остров Патмос, где в полном одиночестве он написал Апокалипсис».
На месте, где, согласно древней традиции, произошёл этот эпизод, находится базилика Святого Иоанна у Латинских ворот (Сан-Джованни-а-Порта-Латина). Первая капелла Святого Иоанна, вероятно, возникла на месте мученичества в IV веке.

## Архитектура
Современное строение представляет собой ораторий, построенный в эпоху итальянского Возрождения в 1508 году, по заказу французского прелата Бенуа Адама, о чём упоминается в надписи на западном портале здания.
Проект в общих чертах обычно приписывают Донато Браманте или Антонио да Сангалло Младшему без какого-либо документального обоснования. Небольшое здание представляет собой октогон, оно имеет восьмиугольный план с изогнутыми в углах восьмиугольника дорическими пилястрами, поддерживающими простой (сокращённый) антаблемент. Подобные восьмиугольные в плане постройки восходят к древнеримским и раннехристианским мартириумам, мавзолеям, романским баптистериям, поскольку число восемь символизирует соединение четырёх земных и четырёх небесных начал.
Примерно в 1657 году по заказу кардинала Франческо Паолуччи, который намеревался превратить постройку в семейную капеллу, знаменитый архитектор Франческо Борромини перестроил ораторий в типично ренессансный павильон с высоким терракотовым рельефным фризом с пальметтами, конической кровлей и навершием с пальмовыми листьями и лилиями, шаром из роз (эмблемы заказчика) и крестом.
Характер и хронология работы Борромини оспариваются. По некоторым данным, спустя годы, создав ребристую крышу, он вмешался, только приподняв барабан конического купола. Также была выдвинута гипотеза, что подобная модификация была завершением строительства XVIII века, лишь основанном на рисунках Борромини.
Одновременно с перестройкой стены оратория в 1658 году были украшены лепниной и фресками Ладзаро Бальди с изображением историй Святого Иоанна, включая «Видение Иоанна на Патмосе» и сцены мученичества. Над входной дверью сохранился герб французского прелата Бенуа Адама с девизом «Au plaisir de Dieu» (К радости Божьей).
- Порта Латина и Сан-Джованни-ин-Олео в Риме. Гравюра Л. Россини. 1823
- Общий вид оратория у латинских ворот
- Деталь терракотового фриза
- Деталь портала
- Мученичество Святого Иоанна. Фреска Л. Бальди. 1658